# Уједињене нације
Уједињене нације (УН) су међународна организација која је успостављена 26. јуна 1945. потписивањем Повеље УН. Циљеви УН су одржавање међународног мира и безбедности, развијање пријатељских односа међу народима, остваривање међународне сарадње и деловање као центар за усаглашавање свеобухватних подухвата народа. Највећа је међународна организација на свету. Седиште УН је у Њујорку (у САД, али са одређеним екстериторијалним привилегијама), уз друге канцеларије у Женеви, Најробију, Бечу и Хагу, где је седиште Међународног суда правде у Палати мира.
УН су основане после Другог светског рата са циљем спречавања будућих светских ратова, а наследиле су Друштво народа, које је окарактерисано као неефикасно. Дана 25. априла 1945. године, 50 држава се састало у Сан Франциску на конференцији и започело израду нацрта Повеље УН, која је усвојена 25. јуна 1945. Повеља је ступила на снагу 24. октобра 1945, када су УН почеле са радом. Циљеви УН, како је дефинисано Повељом, чине одржавање међународног мира и безбедности, заштиту људских права, испоруку хуманитарне помоћи, промовисање одрживог развоја и поштовање међународног права. Приликом оснивања УН је имала 51 државу чланицу. Од 2023. има 193 чланице — скоро све суверене државе света.
Мисија УН за очување мира у свету била је компликована у својим почетним деценијама делом због хладноратовских тензија које су постојале између Сједињених Држава и Совјетског Савеза, као и њихових савезника. Мисија УН је чинила обезбеђивање првенствено ненаоружаних војних посматрача и лако наоружаних трупа које су задужене за надгледање, извештавање и улоге у изградњи поверења. Чланство у УН значајно је порасло након широко распрострањене деколонизације 1960-их. Од тада је 80 бивших колонија стекло независност, укључујући 11 територија под старатељством које је надгледао Старатељски савет. До 1970-их, буџет УН за програме економског и социјалног развоја знатно је премашио њихову потрошњу на очување мира. Након завршетка Хладног рата 1991, УН су промениле и прошириле своје теренске операције, предузимајући широк спектар сложених задатака.
УН имају шест главних оперативних организација: Генералну скупштину, Савет безбедности, Економски и социјални савет, Међународни суд правде, Секретаријат и Старатељски савет, иако је Старатељски савет неактиван од 1994. Систем УН чини мноштво специјализованих агенција, фондова и програма, као што су Група Светске банке, Светска здравствена организација, Светски програм за храну, Унеско и Уницеф. Поред тога, невладине организације могу добити консултативни статус код Економског и социјалног савета и других агенција.
Главни управни службеник УН је генерални секретар, тренутно португалски политичар и дипломата Антонио Гутерес, који је свој први петогодишњи мандат започео 1. јануара 2017. и поново је изабран 8. јуна 2021. Организација се финансира процењеним и добровољним прилозима својих држава чланица.
УН, њени службеници и њене агенције освојили су многе Нобелове награде за мир, иако су оцене њених ефикасности биле помешане. Поједини посматрачи верују да је организација важна снага за мир и људски развој, док су је други назвали неефикасном, пристрасном и корумпираном.

## Историја
Уједињене нације су основане као наследница Друштва народа, за које су многи сматрали да су неефикасне у улогама међународних управних тела. Друштво народа је основано као одговор на Први светски рат, на претпоставкама да би једна таква организација могла спречити такве ратове, али ипак није успело да спречи избијање Другог светског рата. Највећа предност које Уједињене нације имају над Друштвом народа је способност да одржавају и испоруче оружане снаге својих чланица као миротворце.
Термин „Уједињене нације“ сковао је Френклин Делано Рузвелт током Другог светског рата, којим је означио Савезнике. Први пут је формално коришћен 1. јануара, 1942. у Декларацији Уједињених нација, која је ангажовала Савезнике на принципима Атлантске повеље и обавезала их да не склапају појединачно мир са силама Осовине.
Идеја о Уједињеним нацијама је разрађена у декларацијама потписаних на Савезничким конференцијама у Москви, Каиру и Техерану током 1943. Од августа до октобра 1944, представници Француске, Републике Кине, Уједињеног Краљевства, Сједињених Држава, и Совјетског Савеза састали су се како би разрадили планове на имању Дамбертон Оукс у Вашингтону. Ти и каснији разговори произвели су предлоге који описују смисао постојања организације, њеног чланства и органа, као и споразуме за одржавање међународног мира и сигурности и међународне социјалне и економске сарадње.
Дана 25. априла 1945, почела је прва конференција Уједињених нација о међународним организацијама у Сан Франциску. Поред влада земаља, одређен број невладиних организација, укључујући Лионс Клаб Интернешнл, је било позвано да присуствује стварању повеље. Педесет нација које су имале своје представнике на конференцији потписало је Повељу Уједињених нација два месеца касније, 26. јуна. Пољска није имала представнике на конференцији, али јој је сачувано место међу оригиналним потписима, који је додала касније. Уједињене нације су настале 24. октобра, 1945, пошто су Повељу ратификовале пет сталних чланица Савета безбедности — Република Кина, Француска, Совјетски Савез, Уједињено Краљевство и Сједињене Америчке Државе — и већина осталих 46 потписница.
С почетка, организација је била позната под називом Организација уједињених нација, или ОУН. Међутим, од 1950-их, помиње се много чешће као Уједињене нације, или скраћено УН.

## Седиште
Тренутна зграда седишта је изграђена у Њујорку (зграда међутим не припада Сједињеним Америчким Државама) током 1949. и 1950. поред Ист Ривера на земљишту купљеном помоћу донације Џона Д. Рокфелера, млађег од 8,5 милиона долара, а пројектовао ју је међународни тим архитеката укључујући Ле Корбизјеа (Француска), Оскара Нимајера (Бразил), и представника многих других нација. Волас К. Харисон, директор фирме „Харисон енд Амбровиц“, је предводио тим. Седиште УН је званично отворено 9. јануара, 1951. Иако је главно седиште у Њујорку, велики број специјализованих агенција се налази у Женеви, Хагу, Бечу, Монтреалу, Бону и на другим местима. Адреса зграде УН је: „760 United Nations Plaza, New York, NY 10017, U.S.A.“. Из безбедносних разлога сва пошта која се шаље на ту адресу подлеже претходној провери.
Пошто главна зграда УН застарева, тренутно се гради привремено седиште које је дизајнирао Фумихико Маки на Првој авенији између 41. и 42. улице док се тренутна зграда не прошири.
Канцеларија Уједињених нација у Женеви је европско седиште организације. Све до 1949, Уједињене нације су биле смештене у Сан Франциску.

## Финансије
| Највећи уплатиоци редовног буџету УН за 2013. |                             |
| Држава чланица                                | Допринос % (укупног буџета) |
| Сједињене Државе                              | 22,000%                     |
| Јапан                                         | 10,833%                     |
| Немачка                                       | 7,141%                      |
| Француска                                     | 5,593%                      |
| Уједињено Краљевство                          | 5,179%                      |
| Кина                                          | 5,148%                      |
| Италија                                       | 4,448%                      |
| Канада                                        | 2,984%                      |
| Шпанија                                       | 2,973%                      |
| Бразил                                        | 2,934%                      |
| Русија                                        | 2,438%                      |
| Аустралија                                    | 2,074%                      |
| Јужна Кореја                                  | 1,994%                      |
| Мексико                                       | 1,842%                      |
| Холандија                                     | 1,654%                      |
| Турска                                        | 1,328%                      |
| Швајцарска                                    | 1,047%                      |
| Остале земље чланице                          | 18,390%                     |

Систем Уједињених нација се финансира на два начина: опорезивањем и добровољним прилозима земаља чланица. Регуларни двогодишњи буџет УН и њених агенција финансира се опорезивањем. На Генералном заседању одређује се буџет и одлучује порез за сваку чланицу. Ово је углавном засновано на релативној способности сваке земље да плати порез, мерено приходима по глави становника, заједно са другим факторима.
На заседању је установљен принцип да УН не треба да буду превише зависне ни од једне чланице за финансирање њених пројеката. Стога, постоји максимални износ, тј. највећа сума којом било која чланица може бити опорезована. У децембру 2000, на заседању је измењен ниво пореза како би боље одражавао тренутну ситуацију у свету. Као део ових измена, регуларан буџетски максимум је смањен са 25% на 22%. Сједињене Америчке Државе су једина чланица која испуњава тај максимум, али и даље дугује организацији на стотине милиона долара. До 1. јануара 2008, 10 највећих финансијских доприносилаца мировним операцијама Уједињених нација су: Сједињене Државе, Јапан, Немачка, Уједињено Краљевство, Француска, Италија, Кина, Канада, Шпанија и Јужна Кореја.
Посебни програми УН који нису укључени у регуларан буџет (као што су УНИЦЕФ, УНДП, УНХЦР, и Светски програм хране) се финансирају добровољним прилозима влада земаља чланица. Један део овога је у облику пољопривредних добара као донација унесрећеним подручјима, али већи део представљају новчане донације.

## Генерални секретар
Генерални секретар Уједињених нација се налази на челу Секретаријата, једног од главних органа Уједињених нација, и делује као де факто председник и лидер Уједињених нација.

### Избор
Повеља Уједињених нација даје мало правила за избор генералног секретара. Повеља каже да генералног секретара мора именовати Генерална скупштина на препоруку Савета безбедности. Током година процес избора се мењао, али је увек захтевао позитиван став свих пет чланица Савета безбедности које поседују право вета.

### Списак генералних секретара
| Број. | Име                     | Држава порекла | Од                 | До                  | Напомене                                      |
| ----- | ----------------------- | -------------- | ------------------ | ------------------- | --------------------------------------------- |
| 1     | Тригве Ли               | Норвешка       | 2. фебруар 1946.   | 10. новембар 1952.  | поднео оставку                                |
| 2     | Даг Хамаршелд           | Шведска        | 10. април 1953.    | 18. септембар 1961. | погинуо у авионској несрећи изнад Африке      |
| 3     | У Тант                  | Бурма          | 30. новембар 1961. | 1. јануар 1972.     |                                               |
| 4     | Курт Валдхајм           | Аустрија       | 1. јануар 1972.    | 1. јануар 1982.     | НР Кина је уложила вето на његов трећи мандат |
| 5     | Хавијер Перез де Куељар | Перу           | 1. јануар 1982.    | 1. јануар 1992.     |                                               |
| 6     | Бутрос Бутрос Гали      | Египат         | 1. јануар 1992.    | 1. јануар 1997.     | САД су уложиле вето на његов други мандат     |
| 7     | Кофи Анан               | Гана           | 1. јануар 1997.    | 1. јануар 2007.     |                                               |
| 8     | Бан Ки-Мун              | Јужна Кореја   | 1. јануар 2007.    | 31. децембар 2016.  |                                               |
| 9     | Антонио Гутерес         | Португал       | 1. јануар 2017.    |                     |                                               |

## Циљеви и активности

### Међународне конференције
Земље чланице УН и њене агенције управљају и одлучују о административним питањима на редовним састанцима који се одржавају сваке године. Управна тела сачињена од земаља чланица укључују не само генералну скупштину, економски и социјални савет и савет безбедности, већ и тела која управљају свим осталим агенцијама УН. На пример, светска здравствена скупштина и извршни одбор надгледају рад Светске здравствене организације.
Ако се неко питање сматра посебно значајним, генерална скупштина може организовати међународну конференцију како би привукла светску пажњу и створила консензус за координирану акцију. Скорашњи примери су:
- Конференција Уједињених нација о одрживом развоју у Рио де Женеиру, Бразил, јуна 1992, довела је до стварања УН комисије о одрживом развоју како би се убрзали закључци донесени Планом 21, коначним текстом споразума влада земаља које су преговарале у оквиру УНЦЕД-у;
- Међународна конференција о развоју, одржана у Каиру, Египат, септембра 1994, одобрила је програм будућих акција за решавање важних проблема и међуодноса између друштва и одрживог развоја у наредних 20 година;
- Светски самит о унапређењу трговинских односа, одржан октобра 1994 у Колумбусу у Охају, који је делом спонзорисала Конференција УН о трговини и развоју (УНКТР), града Колумбуса, и приватног сектора, фокусирао се на питања коришћења савремених информационих технологија у циљу проширења међународне трговинске размене;
- Светски самит за друштвени развој, одржан марта 1995 у Копенхагену, Данска, апеловано је на националну одговорност за одрживи развој и обавезао земље на веће улагање у основно школство, здравствено осигурање, као и шансу за запошљавање за све, укључујући жене и девојке;
- Четврта светска конференција о правима жена, одржана у Пекингу, Кина, септембра 1995, тежи да убрза имплементацију историјских споразума постигнутих на Трећој светској конференцији о правима жена одржаној у Најробију, Кенија, током 1985;
- Друга конференција Уједињених нација о људским насељима, сазвана јуна 1996 у Истанбулу, Турска, разматрала је изазове развоја и одржавања људских насеља у 21. веку.

### Међународне године и друго
УН објављују и координишу пројекат „Међународна година...“ како би се стекла светска пажња о важним питањима. Користећи симболику УН, специјално дизајниран лого за сваку годину, и инфраструктуру система УН за координисање пројеката широм света, различите године су постале катализатори за убрзавање решавања кључних питања на глобалном нивоу.
- Амбасадор добре воље УНИЦЕФ-а
- Амбасадор добре воље УНЕСКО-а
- Амбасадор добре воље УНХЦР-а
- Светска баштина

### Контрола оружја и разоружање
Повеља Уједињених нација из 1945. разматра систем регулације који ће осигурати „минимално коришћење људских и економских ресурса у свету за оружане снаге“. Појава нуклеарног оружја се јавила само неколико недеља после потписивања Повеље и обезбедила тренутни подстицај за спровођење концепта контроле наоружања и разоружање. У истину, прва резолуција првог састанка генералне скупштине (24. јануара 1946) била је насловљена „Стварање комисије за бављење проблемима насталим открићем атомске енергије“ и сазвала је комисију да начини конкретне предлоге за „спречавање наоружавања атомским оружјем и било којим другим оружјем способним за масовно уништење“.
УН су организовале неколико форума о питањима мултилатералног разоружавања. Главни су Прва комисија Генералне скупштине и УН комисија за разоружање. Тема дневног реда је укључивала и разматрање могућих предности забране нуклеарних проба, контролу наоружавања у свемиру, напоре ка забрани коришћења хемијског оружја, уништење нуклеарног и конвенционалног оружја, стварање зона без нуклеарног оружја, смањење војних буџета, и мере за јачање међународне безбедности.
Конференција о разоружању представља форум међународне заједнице у коме се преговара о мултилатералној контроли оружја и разоружању. Има 66 чланова из свих крајева света, укључујући пет главних нуклеарних сила (Народна Република Кина, Француска, Русија, Уједињено Краљевство и САД). Иако конференција не представља формално организацију УН, повезана је са УН преко личног представника генералног секретара; овај представник има улогу генералног секретара конференције. Резолуције Генералне скупштине често захтевају разматрање важних питања разоружања на конференцији. Заузврат, конференција подноси годишњи извештај својих активности скупштини.

### Мировне мисије
Мировне снаге УН се често шаљу у различите регионе где постоје оружани сукоби, у циљу спровођења услова мировних преговора и како би онемогућили даљи наставак борби, на пример у Источном Тимору до стицања независности 2001. Ове снаге обезбеђују земље чланице Уједињених нација. Све мировне мисије УН мора прво одобрити Савет безбедности.
Оснивачи Уједињених нација су се надали да ће организација деловати у циљу спречавања сукоба између народа и тако онемогућити будуће ратове, ширењем идеала колективне безбедности. Ова надања се нису у потпуности обистинила. Током Хладног рата (од 1947. па све до 1991), подела света на непријатељске блокове је значајно отежала стварање мировних споразума. По завршетку Хладног рата, поново су се јавили захтеви за УН да постане агенција за постизање светског мира и међусарадње, како су неколико десетина војних сукоба и даље трајали широм света. Међутим, распад Совјетског Савеза је такође оставио САД у јединственој позицији глобалне доминације, стварајући нове изазове за УН.
Мировне мисије се финансирају опорезивањем, издвајањем дела средстава редовног буџета, али и укључењем додатних средстава пет сталних чланица Савета безбедности, које морају одобрити све мировне операције. Ова додатна средства служе за попуњавање буџета јер се даје попуст на порез мање развијеним земљама. Децембра 2000, измењена је висина пореза за редован буџет и за мировне операције. Висина пореза за мировне операције је формирана тако да се мења на сваких шест месеци и и пројектована је тако да буде око 27% у 2003.
Укупни трошкови мировних мисија УН су достигли врхунац између 1994. и 1995.; крајем 1995. укупни трошкови су били нешто више од 3,5 милијарде америчких долара. Укупни трошкови мировних мисија УН за 2000, укључујући операције које се финансирају из редовног буџета УН као и из буџета за мировне мисије, износили су негде око 2,2 милијарде америчких долара.
Мировне снаге Уједињених нација су 1988. добиле Нобелову награду за мир. У 2001, УН и тадашњи генерални секретар УН Кофи Анан добили су Нобелову награду за мир „за труд за стварање организованијег и мирнијег света“.
УН одржава већи број медаља Уједињених нација које се додељују војним лицима при УН. Прво такво одликовање које се појавило било је Медаља за службу Уједињених нација, која се додељивала снагама УН које су учествовале у Корејском рату. НАТО медаља је створена на сличном принципу и обе се сматрају међународним, а не војним одликовањима.

### Људска права
Тежња ка остварењу људских права је главни разлог стварања УН. Зверства из Другог светског рата и геноцид створило је консензус да нова организација мора деловати у циљу спречавања сличних трагедија у будућности. Најранији задатак је било стварање правне основе за разматрање и поступање по жалбама о кршењима људских права.
Повеља Уједињених нација обавезује све земље чланице на промовисање „универзалног поштовања свих, и придржавање људским правима“ и на узимање „заједничких и одвојених акција“ ка стварању таквог света. Универзална декларација о људским правима, иако правно необавезујућа, усвојила је Генерална скупштина УН 1948. године као заједнички стандард за све. Скупштина редовно преиспитује поштовање људских права. УН комисија о поштовању људских права (УНХЦР), под покровитељством ЕКОСОЦ-а, је примарно тело УН задужено за промовисање људских права, пре свега путем испитивања и понуде техничке помоћи. Као што је договорено, Високи комесар за људска права је званично једини одговорни за све активности УН везане за људска права.
Уједињене нације и њене агенције су главни подржаваоци и имплементатори принципа створених у Универзалној декларацији о људским правима. Главни задатак је подржавање земаља које се налазе у транзицији ка демократији. Техничка подршка у обезбеђивању слободних и фер избора, побољшање правосудних система, стварање устава, едукација о људским правима, и трансформисање војних покрета у политичке партије су значајно допринеле демократизацији широм света.
УН такође значајно подржавају права жена за активно учешће у политичком, економском, и друштвеном животу у својим земљама. УН доприносе подизању свести о људским правима преко споразума и преко обраћања пажње на злоупотребе преко резолуција генералне скупштине и савета безбедности као и преко пресуда Међународног суда правде.

### Хуманитарна помоћ и међународни развој
У сарадњи са другим организацијама, као што је Црвени крст, УН обезбеђује храну, пијаћу воду, смештај и остале хуманитарне потребе за друштва погођена глађу, ратом или неком другом непогодом. Главни хуманитарни огранци УН су Светски програм хране (који помаже да се прехрани више од 100 милиона људи годишње у 80 земаља), Високи комесар за избеглице који делује у више од 116 земаља, као и мировне мисије у 24 земље. С времена на време, хуманитарни радници УН бивају подвргнути нападима паравојних снага.
УН је такође укључен у подршку развоју, нпр. путем формулисања Миленијумских циљева развоја. Програм Уједињених нација за развој (УНДП) је највећи мултилатерални извор техничке подршке неразвијеним земљама на свету. Организације као што су СЗО, УНАИДС и Светски фонд за борбу против СИДЕ, туберкулозе и маларије су водеће институције за борбу против СИДЕ широм света, нарочито у сиромашним земљама. Популациони фонд УН је велики добављач репродуктивних услуга. Помогао је у смањењу стопе смртности код деце и мајки у преко 100 земаља.
УН годишње објављује Индекс друштвеног развоја (ХДИ), компаративни показатељ сврстава земље по сиромаштву, писмености, образовању, животним очекивањима, и другим факторима.
УН потпомажу развој друштава преко више својих агенција и одсека:
- Светска здравствена организација је елиминисала мале богиње 1977. године и на путу је да елиминише дечју парализу.
- Светска банка и Међународни монетарни фонд
- Програм Уједињених нација за очување животне средине
- Програм Организације уједињених нација за развој
- Међународни фонд Уједињених нација за помоћ деци
- Унеско
- Високи комесаријат ОУН за избеглице

УН су помогле у спровођењу избора у земљама са малом демократском традицијом, укључујући скорашње у Авганистану и Источном Тимору.
УН такође воде међународне кривичне трибунале, укључујући Међународни кривични трибунал за Руанду (МКТР), за бившу Југославију (МКТЈ), специјални суд за Сијеру Леоне и ad hoc суд за Источни Тимор.
Дана 9. марта, 2006, тадашњи генерални секретар Кофи Анан покренуо је Централни фонд за хитне случајеве (ЦФХС) за људе који живе на Рогу Африке и којима прети гладовање.

### Споразуми и међународно право
УН преговара споразуме као што су Конвенција Уједињених нација о закону на мору, како би се избегле потенцијалне међународне размирице. Спорове око коришћења океана решава специјалан суд.
Међународни суд правде (МСП) је главно судско тело УН. Сврха му је да доноси пресуде и решава спорове између држава. МСП је почео са радом 1946. године и постоји и данас. Међу значајније парнице се убрајају:
- Конго против Француске, где је Демократска Република Конго оптужила Француску за илегално задржавање бивших шефова држава оптужених за ратне злочине; и
- Никарагва против Сједињених Америчких Држава, где Никарагва оптужује Сједињене Америчке Државе за илегално наоружавање паравојних снага.

## Критике и контроверзе
Уједињене нације су основале силе победнице по завршетку Другог светског рата с надом да ће деловати у циљу спречавања конфликта између нација и учинити будуће ратове немогућим, подстрекивањем идеала колективне безбедности. Структура организације на неки начин и даље рефлектује околности под којима је настала. На пример, пет главних победница Другог светског рата чине сталне чланове Савета безбедности уз право вета: САД, Русија (која је заменила Совјетски Савез), Уједињено Краљевство, Француска, и Народна Република Кина (која је заменила Републику Кину).

### Реформа Уједињених нација
У скорије време јављају се све јачи захтеви за реформисањем Уједињених нација. Али постоји мало јасноће, а још мање консензуса, о томе како је реформисати. Неки желе да УН играју значајнију или ефикаснију улогу у светским збивањима, док други желе да се њена улога сведе на хуманитарну. У 2004. и 2005, оптужбе за погрешно управљање и корупцију које се односе на програм нафта за храну, за Ирак под влашћу Садама Хусеина, довели су до још јачих позива за реформе.
Званичан програм реформе је покренуо тадашњи Генерални секретар Уједињених нација Кофи Анан, недуго пошто је започео свој први термин 1. јануара, 1997. Реформе укључују промену сталног чланства Савета безбедности (који тренутно одсликава однос снага из 1945. године); стварање транспарентнијег, одговорнијег и ефикаснијег бирократског система, стварање демократичнијег система УН и увођење међународне таксе за произвођаче оружја.
Конгрес Сједињених Америчких Држава је показао делимичну забринутост по питању спровођења реформи УН. Новембра 2004, ступио је на снагу закон Х. Р. 4818 о стварању двопартијске комисије која би поднела извештај конгресу о томе како створити УН ефикаснијим у остварењу циљева њене Повеље. Комисијом, која је почела са радом јануара 2005, председавају бивши председавајући Представничког дома Њут Гингрич и бивши вођа већине у Сенату, Џорџ Џ. Мичел. Јуна 2005, комисија је објавила извештај под називом „Амерички интереси и реформа УН: извештај комисије по питању Уједињених нација,“ уз бројне препоруке како да се побољшају УН.
Представнички дом Сједињених Држава је, 17. јуна 2005, изгласао закон којим се буџетска издвајања за УН смањују на пола до 2008. године ако се не испуне одређени критеријуми. Ово осликава дужи период жалби на антиамерички и антиизраелски лоби у УН, нарочито избацивање Израела из више кључних агенција УН. Процењује се да САД доприносе годишњем буџету УН са око 22%, што овај закон чини потенцијално разарајућим за УН. Бушова администрација и неколико бивших амбасадора САД при УН су упозорили да ово може само ојачати антиамеричка осећања широм света и служити на штету тренутним напорима за реформу УН. Закон је изгласан у јуну 2005. Међутим, већи број водећих сенатора републиканаца успротивило се захтеву да допринос САД буџету УН буде преполовљен ако УН не испуне све тражене критеријуме.
Септембра 2005, Уједињене нације су организовале Светски самит који је окупио шефове земаља већине држава чланица. Тадашњи генерални секретар, Кофи Анан, је предложио да се учесници самита заједнички сложе око плана за реформу УН, изменама у међународном систему за мир и безбедност, људска права и развој, како би постала способна за суочавањем са изванредним изазовима који се постављају пред УН у 21. веку. Али никакав договор није постигнут. Уместо тога, светски лидери су се договорили о увођењу постепених реформи: стварање Мировне комисије како би се обезбедио централни механизам за помагање земљама које се опорављају од сукоба, потписивање споразума да међународна заједница има право да се умеша када владе земаља не успеју да испуне своје дужности те заштите сопствене грађане од свирепих злочина, неодређено обећање о стварању бољих институција УН о људским правима и споразум којим се више средстава посвећује надзорним агенцијама УН.
Иако су земље чланице УН постигле мало у реформисању бирократског система, Анан је наставио да спроводи реформе под сопственом одговорношћу. Основао је канцеларију за етику, одговорну за разоткривање нових финансијских малверзација и заштиту доушника.

### Успеси и неуспеси у безбедносним питањима
Највећи део трошкова УН се односи на мировне мисије. Буџет за мировне мисије за 2005/06 фискалну годину износи око 5 милијарди америчких долара, са неких 70.000 војника који се налазе у 17 мисија широм света. Извештај о безбедности за 2005., који издаје Безбедносни центар са Универзитета „Британска Колумбија“ уз подршку неколико влада и фондација, документовао је драматичан, али необјашњив, пад броја ратова, геноцида и кршења људских права током претходне деценије. У извештају који објављују Оксфордске универзитетске новине, најбоље објашњење за ове промене налази се у невиђеном напретку међународног активизма после Хладног рата, које су предводиле УН.
У извештају се наводи неколико улагања која су се показала успешним:
- Шестоцифрено увећање броја мисија УН у циљу спречавања ратова, од 1990. до 2002.
- Четвороцифрено увећање напора за спречавање постојећих конфликта, од 1990. до 2002.
- Седмоцифрено увећање броја „пријатеља генералног секретара“, „контакт група“ и других механизама за подршку мисијама стварања и очувања мира, од 1990. до 2003.
- Осмоцифрено увећање броја економских санкција против режима широм света, од 1989. до 2001.
- Четвороцифрено увећање броја мировних операција УН, од 1987. до 1999.

Ови напори су у значајној мери бројнији, и често, сложенијег и већег обима него они из времена Хладног рата.
Међутим, у многим случајевима чланице УН су показале устезање ка постизању или спровођењу резолуција Савета безбедности. Током 2003. године, Сједињене Америчке Државе су покренуле инвазију на Ирак, у јеку неслагања већине чланица. Скоро читаву деценију, Израел је занемаривао резолуције којима је позиван да уклони насеља у Западној Обали и појасу Газе. Овакви неуспеси се противе међудржавној природи УН — у многим погледима то је удружење 191 земље чланице које морају постићи консензус, а не независна организација.
Остали озбиљни безбедносни неуспеси:
- Неуспех у спречавању Геноцида у Руанди 1994, што је имало за последицу убијање скоро милион људи, после одбијања чланова Савета безбедности, посебно Сједињених Америчких Држава, Британске и Француске владе, да одобре покретање потребне војне акције[18].
- Неуспех МОНУЦ-а (УНСБ резолуција 1291) да интервенише током Другог конгоанског рата, који је погодио скоро пет милиона људи у Демократској Републици Конго (ДРК), 1998-2002, и у спровођењу и дистрибуисању хуманитарне помоћи.
- Неуспех у спречавању Сребреничког масакра 1995. године, упркос чињеници да је УН прогласила Сребреницу „сигурном зоном“ за избеглице и послала 600 холандских војника да је заштите.
- Неуспех у достављању хране изгладнелим људима у Сомалији; храну су уместо тога заплењивали локалне ратне вође. Заједнички покушај САД и УН у хватању банди које су заплењивале пошиљке хране, завршио се 1993. године битком за Могадиш.
- Сексуално злостављање које су починили мировњаци УН. Већи број миротвораца из неколико земаља био је враћен у домовину са мировних мисија због сексуалног злостављања и искоришћавања млађих девојака до 12 година у више различитих мировних мисија. Ова злостављања су постала распрострањена и настављена упркос многим разоткривањима и истрагама Канцеларије за унутрашњу контролу Уједињених нација[19]. Од 2005. године интерне истраге УН су откриле да су сексуална злостављања и малтретирања била пријављена у најмање пет земаља где се налазе мировњаци УН, међу њима Демократска Република Конго, Хаити, Бурунди, Обала Слоноваче, и Либерија; у то време мировњаци УН су се налазили у 16 земаља.

### Чланство у комисији
Укључење у Комисију за људска права Уједињених нација држава, као што су Судан и Либија, које имају дужу историју кршења људских права, као и либијско председавање комисијом, је било спорно. Ове земље, међутим, тврде да западне земље, уз своју колонијалну историју агресије и бруталности, немају права да се противе њиховом чланству у Комисији.

### „Нафта за храну“
Програм „нафта за храну“, који су УН покренуле 1996. године, био је програм којим је дозвољено Ираку да продаје нафту на светском тржишту у замену за храну, лекове и друге хуманитарне потрепштине ирачких цивила који су били погођени међународним економским санкцијама, без могућности да ирачка влада обнови своје војне снаге по завршетку првог Заливског рата. Програм је прекинут у другој половини 2003. године усред оптужби за распрострањену злоупотребу и корупцију; бивши директор, Бенон Севан са Кипра, прво је суспендован, затим отпуштен из УН, како је у извештају истражне комисије, коју је предводио Пол Волкер, закључено да је Севан примао мито од ирачког режима, и препоручио да му се укине имунитет УН како би се омогућила кривична истрага.
Под покровитељством УН, у вредности од преко 65 милијарди америчких долара је продато ирачке нафте на светском тржишту. Званично, око 46 милијарди је употребљено за хуманитарне потребе, и додатни порез који је плаћен за репарацију последица Заливског рата преко компензационог фонда, за административне и оперативне трошкове УН (2,2%), и за програм инспекције наоружања (0,8%).
Укључен у скандал је био и син Кофија Анана, Коџо Анан, оптужен за илегално набављање уговора за програм „нафта за храну“ у име швајцарске компаније „Котекна“. Индијски министар спољних послова је уклоњен са дужности због његове улоге у читавом скандалу.